# Bénouville, Calvados
Bénouville är en kommun i departementet Calvados i regionen Normandie i norra Frankrike. Kommunen ligger i kantonen Ouistreham som ligger i arrondissementet Caen. År 2022 hade Bénouville 2 001 invånare.

## Befolkningsutveckling
Antalet invånare i kommunen Bénouville
Referens: INSEE